# Oberea flavipennis
Oberea flavipennis là một loài bọ cánh cứng trong họ Cerambycidae.